# Денкендорф
Денкендорф (на немски: Denkendorf) е община в Баден-Вюртемберг, Германия, с 10 588 жители (31 декември 2014). Намира се на 5 km южно от Еслинген, и 14 km югоизточно от Щутгарт.
За пръв път Денкендорф е споменат в документ през 1129 г., в който папа Хонорий II взема под своя закрила манастир Денкендорф.
- Мманастир Денкендорф